# Freund oder Feind. Ein Krimi aus Passau
Freund oder Feind ist die erste Folge der deutschen Kriminalfilmreihe Ein Krimi aus Passau mit Marie Leuenberger und Michael Ostrowski. Premiere war am 7. August 2020 im Vorfeld des 8. Filmfestivals Kitzbühel in der Open-Air-Kinoreihe Picknick und Crime in Anwesenheit des Filmstabs um Regisseur Maurice Hübner. Die Erstausstrahlung war am 1. Oktober 2020 als DonnerstagsKrimi im Ersten, in der ARD Mediathek wurde der Film am 28. September 2020 veröffentlicht. In Deutschland verfolgten durchschnittlich 5,6 Millionen Personen die Erstausstrahlung, der Marktanteil betrug 19,5 Prozent. Im ORF wurde der Film am 27. Dezember 2020 erstmals gezeigt.

## Handlung
Frederike, eine Polizistin aus Berlin, die gegen den arabischen Clanboss Kadher Bahdari ausgesagt hat, beginnt mit ihrer Adoptivtochter, unter neuer Identität und vom Zeugenschutz betreut, ein neues Leben in Passau. Im Rahmen dessen nennt sie sich jetzt Frederike Bader, arbeitet als Qualitätsprüferin in einer Präzisionsschmiede, ihre Adoptivtochter Mia als Verkäuferin in der Konditorei von Roswitha Hertel, mit deren Sohn Franz sie sich anfreundet. Frederike war Gruppenleiterin im Mobilen Einsatzkommando (MEK) in Berlin gewesen. Ihre Tochter Mia war wegen Drogenbesitzes zwei Jahre inhaftiert worden, weil Bahdaris Clan ihr ein Kilogramm Kokain untergeschoben hatte. Zum Schutz ihrer Tochter vor Nachstellungen des Clans im Gefängnis hatte Frederike Polizeiinterna an Bahdari übermittelt. Nach der Haftentlassung Mias zeigte Frederike sich selbst deswegen an.
In einem Passauer Supermarkt steht Frederike einem ihr Unbekannten gegen einen gewalttätigen Ladendieb zur Seite. Nachdem sie den Dieb außer Gefecht gesetzt hat, wartet sie das Eintreffen der Polizei nicht ab, sondern flüchtet. Der Unbekannte war zufällig der Privatdetektiv Ferdinand Zankl. Baders selbstloses, rasches und professionelles Eingreifen wie auch ihr sofortiges Verschwinden wecken Zankls Interesse. Der Frederike betreuende Polizist Jochen Mohn befürchtet, ihre Tarnung könnte auffliegen, nachdem über ihre Aktion in der Presse berichtet wurde. Über das Kfz-Kennzeichen ihres Fahrzeugs spürt Zankl die Baders auf und gibt Mia einen Geschenkkorb für Frederike. Diese stattet Zankl einen Besuch in seinem Büro ab, um sich für den Korb zu bedanken und installiert bei dieser Gelegenheit einen Hardware-Keylogger an Zankls Computer, was Zankl allerdings infolge von Videoaufnahmen seiner Überwachungskamera entdeckt. Aufgrund der von Frederike beim Ladendieb verwendeten Fesselungstechnik Hojōjutsu vermutet Zankl, dass sie eine Berliner Polizistin sein könnte, wo diese Technik laut einer Internetrecherche angewendet wird. Er entdeckt schließlich ein Foto von ihr auf der Website der Berliner Polizei und findet so ihre wahre Identität heraus.
Als Privatdetektiv beschattet Zankl derzeit im Auftrag des wohlhabenden Jurastudenten Andreas Allendorf die Kellnerin Jana Hoffmann, deren Freund Tobias Knechtl kürzlich Suizid begangen hat. Allendorf will von Zankl, dass dieser dafür sorgt, dass Hoffmann aus Passau verschwindet, wofür er ihn mit 20.000 Euro ausstattet. Diese überreicht Zankl Jana Hoffmann, um sie dazu zu bringen, in ihren Heimatort zurückzukehren. Der Grund für den Auftrag sowie der weiteren Aktionen Janas bleibt zunächst im Dunklen. Frederike nun, die ihrerseits Zankl beschattet hat, kann nicht vergessen, dass sie eigentlich Polizistin ist. Sie stellt sich die Frage, was Zankl bzw. dessen Auftraggeber von der jungen Jana eigentlich wollen.
Mia vermisst ihre alte Heimat und sendet ihrer Großmutter Gisela zum Geburtstag heimlich eine Torte aus der Konditorei Hertel. Darüber allerdings wird Ahmed Bahdari, einem Neffen des inhaftierten Clanchefs, Passau als Aufenthaltsort der beiden Frauen bekannt. Um noch Näheres zu erfahren, bricht er in die Konditorei ein. Dem Konditor fiel dann jedoch auf, dass auf einem Blech mit Auszognen ein Stück fehlt und der Alarm seines Lieferwagens möglicherweise ein bewusst provozierter Fehlalarm war. In seinem Auftrag installiert Zankl in der Konditorei eine Überwachungskamera. Zankl hegt die Vermutung, dass Grund des Einbruches ein Interesse am Personalakt von Mia war.
Jana Hoffmann verlangt von einem Dealer ein Video und bietet ihm dafür Allendorfs Geld. Der jedoch weigert sich, aus Furcht vor Allendorfs Beziehungen. Frederike, die Jana beschattet, gelingt es, dem Dealer dessen Smartphone zu entwenden, das sie – es enthält ein Beweisvideo – Jana zusendet. Jana erhält weiterhin von einem Pater einen Bierdeckel mit einer Nachricht, den Tobias Knechtl vor seinem Freitod in der Kirche hinterlassen hatte. Erst am Ende des Films wird offenbart, dass Jana Hoffmann unter Drogen gesetzt und vergewaltigt worden war. Ihr Freund Tobias Knechtl konnte ihr dabei nicht helfen und war wohl damit nicht fertig geworden. Allendorf und dessen drei Freunde werden zum Schluss von der Polizei festgenommen.
Ahmed Bahdari gelingt es, Mia und Frederike ausfindig zu machen. Er macht sich daran, die beiden zu liquidieren, wird jedoch von Zankl niedergeschlagen. Zankl verbringt Bahdari in einen Wald, wo er ihn sein eigenes Grab schaufeln lässt. Letzterer gewinnt dabei aber die Oberhand und lässt daraufhin Zankl das Grab für sich weiterschaufeln. Beim Graben stößt Zankl auf einen archäologischen Fund, neben einem Skelett auch auf einen metallenen Spieß, mit dem er Bahdari überrumpelt und durch einen Stich in den Hals tötet. Zankl selbst wurde im Kampf von Bahdari erheblich angeschossen. Verzweifelt versucht er telefonisch Frederike um Hilfe zu bitten. Dessen Lage nicht zur Kenntnis nehmend, weist sie voller Misstrauen und Antipathie Zankl ruppig ab, der zusammenbricht.

## Entstehung
Die Dreharbeiten fanden vom 14. Februar bis zum 14. März 2019 statt, gedreht wurde in München, Passau und Freising. Produziert wurde der Film von der in München ansässigen Hager Moss Film GmbH (Produzentinnen Kirsten Hager und Carmen Stozek) im Auftrag des Bayerischen Rundfunks und ARD Degeto. Für das Kostümbild zeichnete Marion Bergmann verantwortlich, für das Szenenbild Anette Ingerl, für den Ton Daniel Seiler, für die Maske Christine Bernrieder und Nadine Scherer und für das Casting Franziska Aigner.

## Kritik
Julian Weinberger schrieb im Weser-Kurier, dass der Auftakt der Passau-Reihe kein klassischer Krimi sei, weil es keine typischen zwei Kommissare gebe. Zudem stehe zunächst die Tragik der Baders im Mittelpunkt. Erfrischend sei der Auftritt von Michael Ostrowski als Privatdetektiv mit Wiener Schmäh und Helfersyndrom, der einen gelungenen Gegenpol zur stets kontrollierten und kühlen Frederike Bader gebe. Auch wenn die Handlung ihre Spannung nicht dauerhaft hochhalten könne, sei der Film ein verheißungsvoller Auftakt. Die Altstadt von Passau werde von Kameramann Michael Schreitel immer wieder gekonnt eingefangen, was diese zu einem weiteren Hauptdarsteller mache.
Rainer Tittelbach von tittelbach.tv befand, dass das Funktionsprinzip einfach sei, die Dramaturgie dennoch komplex, und die nicht nach Schema F besetzten Charaktere seien auch moralisch höchst ambivalent. Beide Episoden hielten über die gesamten neunzig Minuten ihre Spannung, was auch an der filmischen Erzählweise liege. Mit Worten erklärt werde wenig, stattdessen lasse die Politik der Blicke den Zuschauer die Geschichte verstehen. Die winterliche Landschaft sorge darüber hinaus für etwas Nordic-Noir-Atmosphäre.